# Synergi
 Ikke at forveksle med Synergi (interesseorganisation).
Synergi, synergisme eller synergieffekt er samvirket mellem to eller flere tiltag/kræfter, som giver en større effekt end blot summen af de enkelte tiltag/kræfter giver hver for sig.
Begrebet kendes fra mange områder, f.eks. reklamekampagner hvor man samtidig bruger flere forskellige måder at bringe sine budskaber ud på.